# Тузов, Леонид Петрович
Леонид Петрович Тузов (1930 год, село Михайловское, Бологовский район, Калининская область) — передовик производства, бригадир комплексной бригады Джезказганского горно-металлургического комбината Карагандинского совнархоза, Казахская ССР. Герой Социалистического Труда (1961).

## Биография
В 1944 году окончил ремесленное училище.
После срочной службы в Советской армии переехал в 1954 году в Джезказган, где устроился на работу бурильщиком на Джезказганский горно-металлургический комбинат. Потом работал взрывником и скреперистом. Позднее был назначен бригадиром комплексной бригады.
Бригада Леонида Тузова ежегодно перевыполняла производственный план на 130—135 %. В 1961 году удостоен звания Героя Социалистического Труда «за выдающиеся успехи, достигнутые в деле развития цветной металлургии».
По данным 1996 года проживал в посёлке Озёрный Бологовского района Тверской области.

## Награды
- Герой Социалистического Труда — указом Президиума Верховного Совета СССР от 9 июня 1961 года
- Орден Ленина